# Psychotria pinetorum
Psychotria pinetorum är en måreväxtart som beskrevs av Ignatz Urban. Psychotria pinetorum ingår i släktet Psychotria och familjen måreväxter. Inga underarter finns listade i Catalogue of Life.